# Alianza Conservadora de Zimbabue
La Alianza Conservadora de Zimbabue (en inglés: Conservative Alliance of Zimbabwe) o CAZ fue un partido político zimbabuense y la encarnación final del Frente Rodesiano de Ian Smith, sucesora del Frente Republicano. En el período inmediatamente posterior a la independencia, el partido trató de promover la posición de los blancos en Zimbabue y no buscó inicialmente apoyo entre otros grupos étnicos.

## Historia
Después de la independencia de Zimbabue y el fin de régimen racista de Ian Smith, la política blanca se concentró en 20 escaños reservados para ellos en la nueva Cámara de Representantes. El Frente Rodesiano los obtuvo todos en las elecciones de 1980 debido a la falta de competencia. El Frente Rodesiano y su sucesores, el Frente Republicano y la Alianza Conservadora de Zimbabue, dominados por Smith, se concentraron en la minoría blanca y no intentaron establecer alianzas a nivel nacional, lo que provocó, en primer lugar, que muchos políticos blancos desertaran a ZANU o a otros partidos para poder ingresar a la competencia electoral.
La respuesta de Smith a esto en las elecciones generales de 1985 fue montar una campaña contra los desertores y la CAZ logró obtener 15 de los 20 escaños blancos. Los escaños blancos en el Parlamento fueron abolidos en 1987, aunque la CAZ continuó disfrutando de una representación limitada a nivel municipal. En ese momento, los grupos cívicos liderados por blancos como la CZI (Confederación de la Industria de Zimbabue) y la CFU (Unión de Agricultores Comerciales) apoyaban abiertamente a ZANU - PF.
En julio de 1992, Ian Smith presidió una reunión de grupos políticos de la oposición con miras a formar un frente político para oponerse al ZANU-PF. A esta reunión asistieron representantes de partidos de la época de Rodesia, incluidos CAZ, UANC, ZANU-Ndonga y ZUM. Después de esto, la CAZ se disolvió.

## Resultados electorales
| Elección | Líder     | Posición | Votos  | %                | Escaños | ± |
| -------- | --------- | -------- | ------ | ---------------- | ------- | - |
| 1985     | Ian Smith | 1°       | 18.704 | \| \| 55.45 % \| | 15/20   | 3 |
|          | 55.45 %   |          |        |                  |         |   |